# Brama Wysoka w Gryficach
Brama Wysoka w Gryficach (niem. Hohes Tor) – jeden z elementów fortyfikacji miasta, zbudowany w XV w.

## Położenie budowli
Obecnie obiekt usytuowany jest w śródmieściu, jako najdalszy punkt zabudowy, w kierunku południowym Starego Miasta. Kalenicą zwrócony do ulicy Murarskiej i prostopadle do drogi wojewódzkiej nr 109 (część ul. Wysoka Brama). Prócz funkcji obronnych spełniał również rolę punktu poboru podatku (myta) dla wjeżdżających do ośrodka kupców, rzemieślników i okolicznych chłopów, którzy zamierzali sprzedawać swoje towary podczas targów i jarmarków.
Brama ta powstała w miejscu istniejącego wcześniej obiektu o podobnym przeznaczeniu, powstałego w 1300 r. W źródłach występowała pod różnymi nazwami, jako brama Szczecińska (łac.) valva Zezinensis, Kamieńska, Nowogardzka lub Stargardzka. Nazwy te nawiązywały do grodów, do których wiodły średniowieczne trakty. Brama była jedną spośród trzech, które funkcjonowały w Gryficach. Dziś obok bramy Kamiennej stanowi zabytkowy obiekt, który jest wpisany do rejestru zabytków dziedzictwa narodowego (nr rej. 52 z 30 lipca 1955 r.) Brama do XVII w. była połączona z tzw. przedbramiem (barbakanem) przy pomocy drewnianego mostu nad fosą. Wraz z nimi oraz murem obronnym tworzyła południowy kompleks fortyfikacyjny miasta.

## Wygląd zabytku
Brama Wysoka zbudowana została na planie prostokąta (9,5 × 11,7 m), wzniesiona z cegły według wiązania wendyjskiego i w 3/5 części wysunięta poza linię murów obronnych. Ma 79 m² powierzchni i 426 m³ kubatury. Fasadą jest zwrócona do Starego Miasta. W części środkowej znajduje się przelot pod dwoma arkadami ostrołukowymi o drewnianym balkonowym stropie (pierwsza kondygnacja). Wewnątrz, przy arkadzie od strony miasta, występuje obustronne wgłębienie w murze (ślad brony). Obok otworu przelotowego (ściana północna) znajduje się wejście do górnych izb drugiej i trzeciej kondygnacji o łuku odcinkowym i stromych ceglanych schodach.

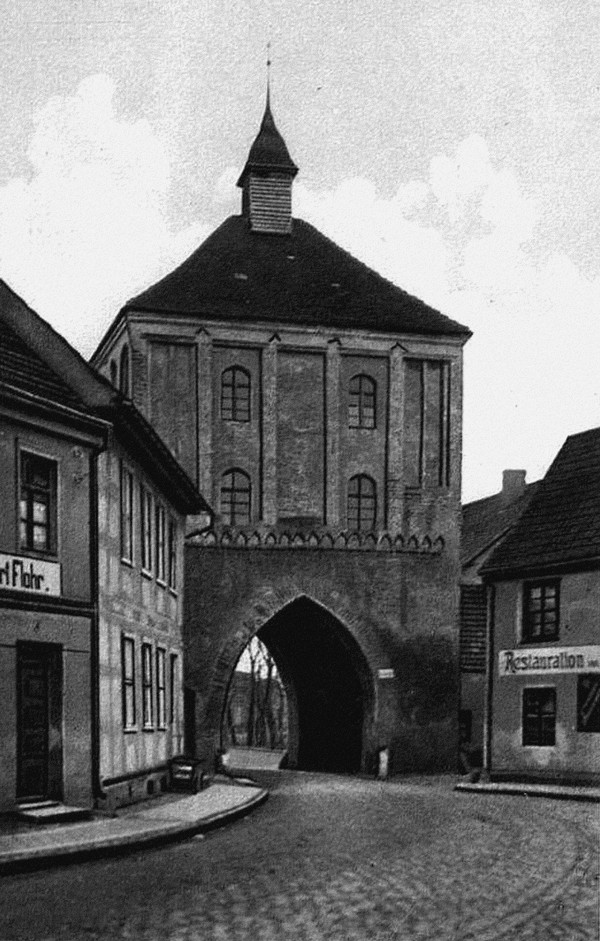
Północna ściana bramy Wysokiej w 1932 r.

Nad arkadą w elewacji północnej, poniżej czworobocznych blend, widoczny jest fryz arkadkowy. Nad nim umieszczono pięć blend prostokątnych o jednym uskoku, tynkowanych na biało, z których trzy środkowe są większe, a dwie skrajne mniejsze. Te ostatnie przedzielone zostały pionową laską. Środkowe blendy przerywają późniejsze cztery otwory okienne (o pełnych łukach) w dwóch kondygnacjach. W elewacji południowej znajdują się również cztery otwory okienne, które zostały rozmieszczone na dwóch kondygnacjach i podobne do północnych skrajne i prostokątne blendy. Pod nimi występują mniejsze ostrołukowe, które przypominają ślepe bifora przedzielone słupkiem.
W bocznej, wschodniej elewacji zauważalne jest bogatsze rozczłonkowanie przy pomocy blend półkoliście zamkniętych. Jest ich siedem. Dwie szersze, skrajne ze ślepym maswerkiem zostały przedzielone pionową laską. Pod nimi występują bliźniacze i ostrołukowe, które nawiązują do biforium. Elewacja zachodnia przypomina wschodnią, z tymże występuje tu pięć blend, z czego jedna szersza z maswerkiem została przedzielona pionową laską. Pod nią usytuowano małą, biforową blendę. Z prawej strony natomiast umieszczono rząd trzech blend średnich, półkoliście zamkniętych.
Korpus budowli został obniżony po pierwszym pożarze miasta 1658 r. i pokryty czterospadowym dachem, z krótką kalenicą i małą czworoboczną wieżyczką. Rezultatem tego jest zachowany do dziś mieszany styl gotycko-renesansowy. Od strony wschodniej widoczne są również pozostałości muru o wiązaniu wendyjskim, które były połączone z bramą.

## Współczesna funkcja obiektu
Obiekt po okresie wojen napoleońskich (XIX w.) przestał pełnić swą pierwotną funkcję. Brak jest informacji źródłowych o dalszym jego wykorzystaniu. Wiadomo tylko, że po II wojnie światowej stał niezagospodarowany. W latach 60. XX w. został zaadaptowany i wykorzystany przez Zespół Szkół Zawodowych w Gryficach (dziś Zespół Szkół Ponadgimnazjalnych im. Czesława Miłosza). Przez wiele lat organizowano tam imprezy o charakterze kulturalno-oświatowym. Znajdowało się w nim również mini muzeum, w którym zbierano ślady źródeł materialnych i pisanych. W latach 90. XX w. obiekt także był przeznaczony pod działalność kawiarnianą i gastronomiczną.
Uchwałą Rady Miejskiej w Gryficach z dn. 7 lutego 2006 r. bramę Wysoką przekazano Gryfickiemu Domu Kultury i zorganizowano w niej Muzeum Ziemi Gryfickiej. Jego oficjalne otwarcie nastąpiło kilka tygodni wcześniej, tj. 12 grudnia 2005 r. Zgromadzono tam eksponaty dotyczące dziejów Gryfic oraz zorganizowano Galerię „Brama” (wystawy artystyczne i małe koncerty kameralne). Po przebudowie w ramach I etapu rewitalizacji zabytków dziedzictwa kulturowego (2005 r.) – obiekt stał się jednocześnie punktem informacji turystycznej. Realizacja projektu przewidywała m.in. remont ścian przyziemia; więźby i pokrycia dachowego; konserwację i zabezpieczenie stropów, przebudowę schodów prowadzących na wyższe kondygnacje; wymianę stolarki okiennej i drzwiowej oraz położenie nowej elewacji. W projekcie również uwzględniono wykonanie ścianek działowych, posadzek, progów, nowego przyłącza energetycznego, kanalizacji deszczowej, sanitarnej oraz wymianę instalacji wewnętrznych.

### Źródła
- Urząd Miejski w Gryficach, Uchwała RM w Gryficach, nr XXXIII/342/2006, z dn. 7 lutego 2006 r., Gryfice 2006.

### Źródła online
- Rejestr zabytków nieruchomych – województwo zachodniopomorskie [online], Narodowy Instytut Dziedzictwa, 31 stycznia 2025.

### Opracowania
- Rzeszowski S., Z dziejów Gryfic [w]: Białecki T. (pod red.), Ziemia Gryficka 1969, Gryfickie Towarzystwo Kultury w Gryficach, Szczecin 1971.
- Szczygieł K., Raport o stanie zabytków w Gryficach [w]: Kozłowski K. (pod red.), Ziemia Gryficka 1945-1985, Gryfickie Towarzystwo Kultury w Gryficach, Gryfice 1987.

### Opracowania online
- Urząd Miejski w Gryficach, Kultura (pol) [w]: Oficjalny serwis miasta, [dostęp 2011-07-31].
- Urząd Miejski w Gryficach, Zabytki (pol.), [w]: Oficjalny serwis miasta, [dostęp 2011-07-31].

### Opracowania prasowe
- Borgula A., Duma z Gryfic, "Panorama gryficka", nr 11 (127), R. V, Presspublica, Koninko, Gądki 2010.